# Яснигін Іван Денисович
Іван Денисович Яснигін (1745–1824) — російський архітектор, скульптор; дотримувався стильових принципів класицизму.

## Освіта
Освіту отримав в Петербурзькій академії мистецтв за скульптурним і архітектурним відділеннями (1763).

## Кар'єра
- 1765–1770 — співробітник петербурзької будівельної канцелярії.
- 1770–1775 — співробітник московської експедиції кремлівських будівель.
- 1775–1822 — калузький губернський архітектор; успішно реалізував амбітний генеральний план забудови м. Калуги (141 кам'яна будівля).[2]

Був академіком Петербурзької Академії мистецтв.

### Робота в Україні
Певний час працював на Чернігівщині. Керував будівництвом Спасо-Преображенського собору в Новгороді-Сіверському (1791–1796, проект Дж. Кваренгі).
Спроектував іконостас Спаського собору в Чернігові (1793–1798).